# Мел
Мѐл (на италиански: Mel и на венециански: Mel) е градче в Северна Италия, община Борго Валбелуна, провинция Белуно, регион Венето. Разположено е на 362 m надморска височина.